# Temporada 1981-82 de los San Antonio Spurs
La temporada 1981-82 fue la sexta de los San Antonio Spurs en la NBA, tras la fusión de la liga con la ABA, donde había jugado nueve temporadas, seis en Dallas y tres en San Antonio. La temporada regular acabó con 48 victorias y 34 derrotas, ocupando el segundo puesto de la conferencia Oeste, clasificándose para los playoffs, en los que cayeron en las finales de conferencia ante Los Angeles Lakers.

## Elecciones en elDraft
| Ronda | Puesto | Jugador    | Posición | Nacionalidad   | Universidad   |
| ----- | ------ | ---------- | -------- | -------------- | ------------- |
| 2     | 28     | Gene Banks | Escolta  | Estados Unidos | Duke          |
| 2     | 30     | Ed Rains   | Alero    | Estados Unidos | South Alabama |

## Temporada regular
| División Medio Oeste | División Medio Oeste | División Medio Oeste | División Medio Oeste | División Medio Oeste | División Medio Oeste | División Medio Oeste | División Medio Oeste | División Medio Oeste |
| Equipo               | G                    | P                    | %                    | PD                   | Casa                 | Fuera                | Div                  |                      |
| -------------------- | -------------------- | -------------------- | -------------------- | -------------------- | -------------------- | -------------------- | -------------------- | -------------------- |
| y-San Antonio Spurs  | 48                   | 34                   | .585                 | –                    | 29–12                | 19–22                | 20–10                |                      |
| x-Denver Nuggets     | 46                   | 36                   | .561                 | 2.0                  | 29–12                | 17–24                | 19–11                |                      |
| x-Houston Rockets    | 46                   | 36                   | .561                 | 2.0                  | 25–16                | 21–20                | 17–13                |                      |
| Kansas City Kings    | 30                   | 52                   | .366                 | 18.0                 | 23–18                | 7–34                 | 11–19                |                      |
| Dallas Mavericks     | 28                   | 54                   | .341                 | 20.0                 | 16–25                | 12–29                | 11–19                |                      |
| Utah Jazz            | 25                   | 57                   | .305                 | 23.0                 | 18–23                | 7–34                 | 9–21                 |                      |

## Playoffs

### Semifinales de Conferencia
San Antonio Spurs vs. Seattle SuperSonics
| Fecha       | Partido                                        | Ciudad      |
| ----------- | ---------------------------------------------- | ----------- |
| 27 de abril | Seattle SuperSonics 93, San Antonio Spurs 95   | Seattle     |
| 28 de abril | Seattle SuperSonics 114, San Antonio Spurs 99  | Seattle     |
| 30 de abril | San Antonio Spurs 99, Seattle SuperSonics 97   | San Antonio |
| 2 de mayo   | San Antonio Spurs 115, Seattle SuperSonics 113 | San Antonio |
| 5 de mayo   | Seattle SuperSonics 103, San Antonio Spurs 109 | Seattle     |
|             | San Antonio Spurs gana las series 4-1          |             |

### Finales de Conferencia
Los Angeles Lakers vs. San Antonio Spurs 
| Fecha      | Partido                                       | Ciudad      |
| ---------- | --------------------------------------------- | ----------- |
| 9 de mayo  | Los Angeles Lakers 128, San Antonio Spurs 117 | Los Ángeles |
| 11 de mayo | Los Angeles Lakers 110, San Antonio Spurs 101 | Los Ángeles |
| 14 de mayo | San Antonio Spurs 108, Los Angeles Lakers 118 | San Antonio |
| 15 de mayo | San Antonio Spurs 123, Los Angeles Lakers 128 | San Antonio |
|            | Los Angeles Lakers gana las series 4-0        |             |

## Estadísticas
| Rk | Jugador        | Edad | P  | PT | MP   | TC   | TCI  | %TC  | T3  | T3I | %T3  | TL  | TLI | %TL  | RO  | RD  | RT  | AS  | RB  | TAP | BP  | FP  | PTS  |
| -- | -------------- | ---- | -- | -- | ---- | ---- | ---- | ---- | --- | --- | ---- | --- | --- | ---- | --- | --- | --- | --- | --- | --- | --- | --- | ---- |
| 1  | Mike Mitchell  | 26   | 57 | 57 | 36.7 | 9.2  | 17.1 | .539 | 0.0 | 0.0 | .000 | 2.6 | 3.5 | .733 | 3.0 | 4.8 | 7.9 | 0.8 | 0.6 | 0.5 | 1.7 | 3.5 | 21.0 |
| 2  | George Gervin  | 29   | 79 | 79 | 35.7 | 12.6 | 25.2 | .500 | 0.1 | 0.5 | .278 | 7.0 | 8.1 | .864 | 1.7 | 3.2 | 5.0 | 2.4 | 1.0 | 0.6 | 2.7 | 2.7 | 32.3 |
| 3  | Mark Olberding | 25   | 68 | 63 | 30.9 | 4.9  | 10.4 | .472 | 0.0 | 0.2 | .167 | 4.0 | 5.0 | .808 | 1.7 | 4.7 | 6.5 | 3.0 | 0.8 | 0.4 | 2.0 | 3.7 | 13.8 |
| 4  | Johnny Moore   | 23   | 79 | 78 | 29.0 | 3.9  | 8.4  | .463 | 0.0 | 0.3 | .048 | 1.5 | 2.3 | .670 | 0.8 | 2.7 | 3.5 | 9.6 | 2.1 | 0.2 | 2.2 | 3.2 | 9.4  |
| 5  | Dave Corzine   | 25   | 82 | 21 | 26.7 | 4.1  | 7.9  | .519 | 0.0 | 0.0 | .250 | 1.9 | 2.6 | .746 | 2.6 | 5.1 | 7.7 | 1.6 | 0.4 | 1.5 | 1.7 | 2.9 | 10.1 |
| 6  | Reggie Johnson | 24   | 21 | 17 | 24.0 | 4.5  | 9.2  | .485 | 0.0 | 0.0 |      | 1.5 | 1.9 | .800 | 2.0 | 4.5 | 6.5 | 1.0 | 0.3 | 0.8 | 1.2 | 3.2 | 10.5 |
| 7  | Ron Brewer     | 26   | 25 | 4  | 23.8 | 7.3  | 14.4 | .504 | 0.1 | 0.4 | .300 | 3.1 | 3.5 | .875 | 0.5 | 1.5 | 2.0 | 2.7 | 0.9 | 0.3 | 1.4 | 1.5 | 17.8 |
| 8  | Gene Banks     | 22   | 80 | 4  | 21.3 | 3.9  | 8.2  | .477 | 0.0 | 0.1 | .000 | 1.8 | 2.7 | .684 | 2.0 | 3.2 | 5.1 | 1.8 | 0.7 | 0.2 | 1.3 | 2.5 | 9.6  |
| 9  | George Johnson | 33   | 75 | 62 | 21.0 | 1.2  | 2.6  | .467 | 0.0 | 0.0 |      | 0.6 | 0.9 | .672 | 2.0 | 4.0 | 6.1 | 1.1 | 0.3 | 3.1 | 1.2 | 3.5 | 3.0  |
| 10 | Mike Bratz     | 26   | 81 | 3  | 20.0 | 2.8  | 7.0  | .407 | 0.6 | 1.7 | .333 | 1.5 | 1.9 | .783 | 0.5 | 1.6 | 2.0 | 5.4 | 0.8 | 0.1 | 1.7 | 2.3 | 7.7  |
| 11 | Paul Griffin   | 28   | 23 | 0  | 20.0 | 1.4  | 2.9  | .485 | 0.0 | 0.0 |      | 1.0 | 1.6 | .649 | 1.3 | 2.9 | 4.1 | 2.3 | 0.9 | 0.3 | 1.7 | 2.9 | 3.8  |
| 12 | Ed Rains       | 25   | 49 | 15 | 13.0 | 1.6  | 3.6  | .435 | 0.0 | 0.0 | .000 | 0.8 | 1.3 | .594 | 0.8 | 0.9 | 1.6 | 0.8 | 0.4 | 0.0 | 0.5 | 1.5 | 3.9  |
| 13 | John Lambert   | 29   | 21 | 6  | 12.9 | 1.2  | 2.8  | .448 | 0.0 | 0.0 | .000 | 0.6 | 0.7 | .929 | 0.9 | 1.5 | 2.4 | 0.6 | 0.3 | 0.3 | 0.5 | 2.0 | 3.1  |
| 14 | Roger Phegley  | 25   | 54 | 1  | 11.4 | 2.4  | 5.4  | .440 | 0.0 | 0.3 | .056 | 0.9 | 1.2 | .766 | 0.6 | 0.9 | 1.5 | 1.1 | 0.4 | 0.1 | 0.6 | 1.7 | 5.7  |
| 15 | Kevin Restani  | 30   | 13 | 0  | 11.2 | 0.7  | 2.2  | .321 | 0.0 | 0.1 | .000 | 0.2 | 0.3 | .750 | 0.6 | 2.1 | 2.7 | 0.5 | 0.1 | 0.3 | 0.5 | 1.2 | 1.6  |
| 16 | Steve Hayes    | 26   | 9  | 0  | 8.3  | 0.9  | 2.0  | .444 | 0.0 | 0.0 |      | 0.8 | 1.3 | .583 | 0.8 | 1.1 | 1.9 | 0.4 | 0.1 | 0.2 | 0.2 | 1.9 | 2.6  |
| 17 | Rich Yonakor   | 23   | 10 | 0  | 7.0  | 1.4  | 2.6  | .538 | 0.0 | 0.0 |      | 0.5 | 0.7 | .714 | 1.3 | 1.4 | 2.7 | 0.3 | 0.1 | 0.2 | 0.2 | 0.7 | 3.3  |

## Galardones y récords
| Jugador       | Galardón                                                                  |
| George Gervin | Mejor quinteto de la NBA Líder de anotación de la NBA (32,3 ppp) All-Star |